# Digya nationalpark
Digya nationalpark er den næststørste nationalpark og det ældste beskyttede område i Ghana. Den ligger i regionen Bono East.

## Historie
Digya nationalpark blev oprettet i 1900 som et beskyttet område, og som det første i Ghana. Den blev erhvervet af regeringen og udpeget som nationalpark i 1971. Da regeringen erhvervede parken, var der bebyggelser i parken, hvor de fleste af beboerne var fiskere og landmænd. I 2006 var der 49 bosættelser, og Ghanas regering begyndte at smide bosættelsesbeboere ud af parken. I begyndelsen af 2005 blev der etableret et patruljebaseret system for at bremse ulovlige aktiviteter.

## Geografi
Med et areal på 3.743 km2, er Digya den næststørste nationalpark i Ghana. Den ligger i Bono East-regionen og grænser mod nord, syd og øst til Voltasøen. Parken er det eneste beskyttede område i Ghana, der grænser op til Voltasøen, der er blandt de arealmæssigt største kunstige søer i verden. Den ligger Den ligger i en overgangszone mellem skov og savanne, på en lavlandshalvø og har den et kuperet terræn.

### Dyreliv
Parken er hjemsted for mindst seks primatarter og elefanter, der tilhører nogle af de mindre undersøgte arter i Afrika. Elefantbestanden i parken er den næststørste i Ghana. Der findes også flered antilopearter i parken. Der er søkøer og afrikanske fingeroddere i bugtene på Voltasøen, der strækker sig ind i Digya National Park. Der lever mindst 236 fuglearter i parken, som er blevet udpeget som et vigtigt fugleområde (IBA) af BirdLife International, fordi det understøtter betydelige bestande af mange fuglearter.